# Jonke (Einheit)
Jonke war ein niederländisches Flächen- und Feldmaß, das auch in Niederländisch-Indien, dem heutigen Indonesien, und Indien verwendet wurde.
- 1 Jonke = 4 Bouw/Bahoe/Bahre = 2,839 Hektar oder 28390 Quadratmeter
  - 1 Bouw = 0,709649 Quadratmeter[1]